# Aculithus hippocampus
Espèce
Synonymes
- Otacilia hippocampa Jin, Fu, Yin & Zhang, 2016

Aculithus hippocampus est une espèce d'araignées aranéomorphes de la famille des Phrurolithidae.

## Distribution
Cette espèce est endémique du Hunan en Chine,. Elle se rencontre dans le xian de Dao.

## Description
Le mâle holotype mesure 2,65 mm et la femelle paratype 2,96 mm.

## Systématique et taxinomie
Cette espèce a été décrite sous le protonyme Otacilia hippocampa par Jin, Fu, Yin et Zhang en 2016. Elle est placée dans le genre Aculithus par Liu, Li, Zhang, Ying, Meng, Fei, Li, Xiao et Xu en 2022.

## Publication originale
- Jin, Fu, Yin & Zhang, 2016 : « Four new species of the genus Otacilia Thorell, 1897 from Hunan Province, China (Araneae, Phrurolithidae). » ZooKeys, no 620, p. 30-55 (texte intégral).